# Glochidion williamsii
Glochidion williamsii är en emblikaväxtart som beskrevs av Charles Budd Robinson. Glochidion williamsii ingår i släktet Glochidion och familjen emblikaväxter. Inga underarter finns listade i Catalogue of Life.